# Romträsket
Romträsket (originaltitel: The Rum Diary) är en roman från 1998 av den amerikanske journalisten och författaren Hunter S. Thompson. På svenska kom en översättning 2010 av Einar Heckscher på förlaget Reverb. Romanen skrevs av Hunter S. Thompson under det tidiga 1960-talet, men publicerades först 1998.
Romanens handling utspelar sig under det sena 1950-talet, och följer den amerikanske journalisten Paul Kemp som söker sig från New York till San Juan, Puerto Rico för att arbeta för en tidning.
Romanen filmatiserades 2011 av Bruce Robinson med bland andra Johnny Depp och Amber Heard i rollerna.